# Piona spangleri
Piona spangleri är en kvalsterart som beskrevs av Cook 1960. Piona spangleri ingår i släktet Piona och familjen Pionidae. Inga underarter finns listade i Catalogue of Life.